# Booker (Teksas)
Booker je gradić u američkoj saveznoj državi Teksas. Prema popisu stanovništva iz 2010. u njemu je živjelo 1.516 stanovnika.